# تورتورتو
تورتورتو (به ایتالیایی: Tortoreto) یک کومونه در ایتالیا است که در استان تیرامو واقع شده‌است.

## خصوصیات
تورتورتو ۲۳ کیلومترمربع مساحت و ۱۱٬۵۰۰ نفر جمعیت دارد و ۲۳۹ متر بالاتر از سطح دریا واقع شده‌است.

## خواهرخوانده
شهر ابه خواهرخواندهٔ تورتورتو هست.